# Radical 193

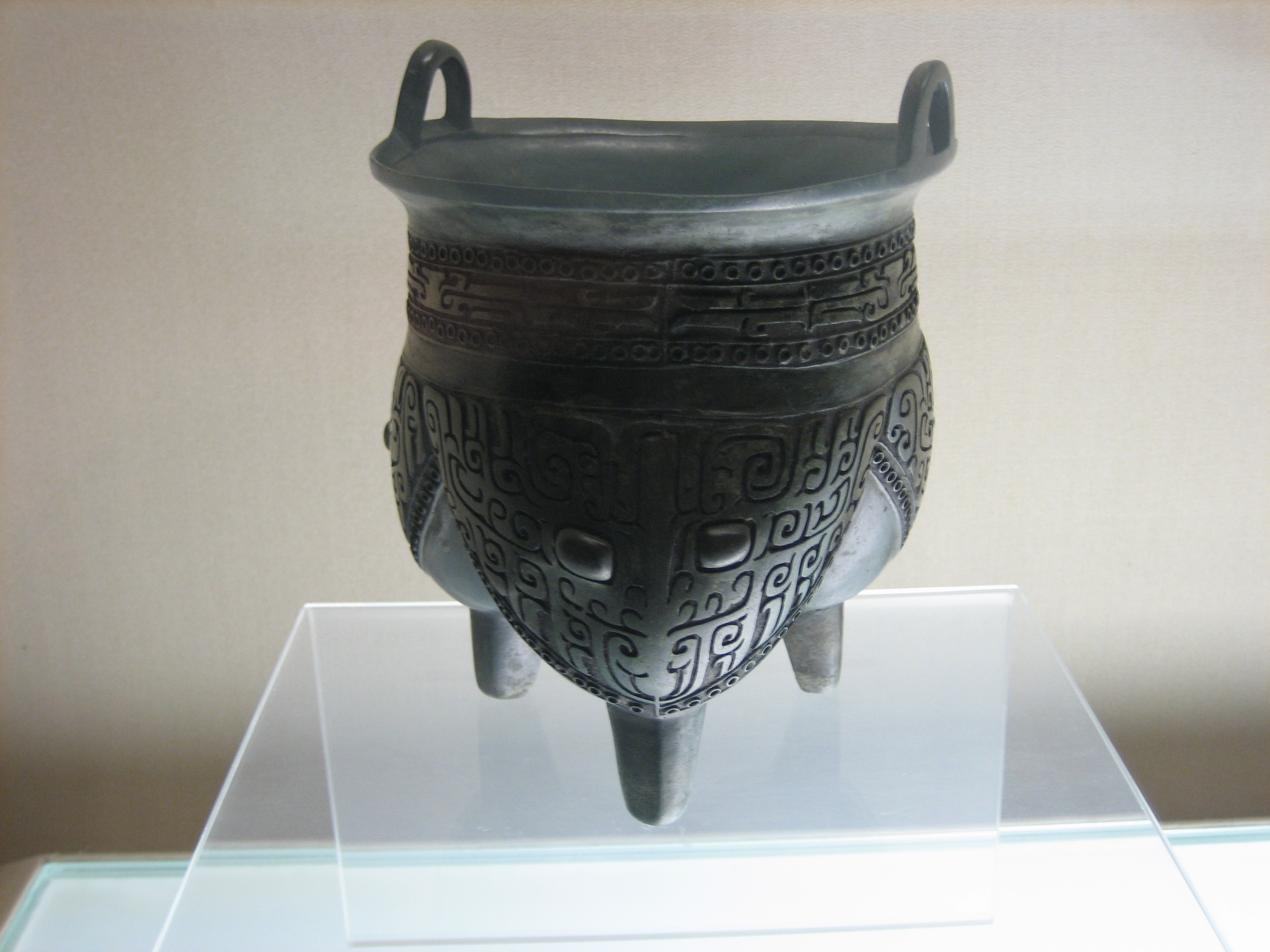
Li avec un masque d'animal.

Le radical 193, qui signifie le chaudron ou le trépied, est un des 8 des 214 radicaux chinois répertoriés dans le dictionnaire de Kangxi composés de dix traits.
Le caractère Unicode de 鬲 est 9B32.

## Caractères avec le radical 193
| nombre de traits          | caractères |
| ------------------------- | ---------- |
| Sans trait supplémentaire | 鬲         |
| 6 traits supplémentaires  | 鬳         |
| 7 traits supplémentaires  | 鬴         |
| 8 traits supplémentaires  | 鬵 鬶      |
| 9 traits supplémentaires  | 鬷         |
| 10 traits supplémentaires | 鬸         |
| 11 traits supplémentaires | 鬹 鬺      |
| 12 traits supplémentaires | 鬻         |